# 斩波器
斩波器（英語：Chopper），又称斩波电路，是一种转换电能的电力电子电路，根据电能的形式可分为直流斩波器和交流斩波器，其中直流斩波器是最常见的类型。

## 直流斩波器
直流斩波器是一种直流对直流的转换器（DC/DC converter），能够将电压值固定的直流电，转换为电压值可变的直流电源。直流斩波器通常连接在恒定直流电源和负载电路之间，通过周期性地快速开通、关断，把输入电压斩成一系列的脉冲电压，改变脉冲列的脉冲宽度或频率可以调节输出电压的平均值，用以改变加到负载电路上的直流电压，这种装置也叫直流断续器，其基本作用是直流电的调压，可用于直流電動機的速度控制、交换式电源供应等方面。主要包括6种基本斩波电路：降压斩波电路、升压斩波电路、升降压斩波电路、Cuk斩波电路、Sepic斩波电路和Zeta斩波电路。

## 交流斩波器
交流斩波器的基本调压原理和直流斩波器相同，但输入电压和负载电压均为交流电，是一种交流对交流的转换器（AC/AC converter），仅仅将交流电压正负半周分别当作一个暂短的直流电压源，但由于其斩波功能是双方向性的，直流斩波电路中常用的续流二极管在这里也不能采用，续流作用也要靠具有雙向導通与关断的交流电子开关来实现。因此交流斩波调压比直流斩波调压复杂，故应用受到限制。

## 参看
- 变压器
- 晶闸管